# Freddy Girón
Pour les articles homonymes, voir Freddy.
 (janvier 2025).
Si vous disposez d'ouvrages ou d'articles de référence ou si vous connaissez des sites web de qualité traitant du thème abordé ici, merci de compléter l'article en donnant les références utiles à sa vérifiabilité et en les liant à la section « Notes et références ».
Freddy Girón Díaz est un matador vénézuélien, né à Maracay (Venezuela, État d'Aragua), le 29 juin 1948.

## Biographie
Freddy Girón est né dans une famille de douze frères et sœurs, parmi lesquels, cinq (Freddy, César, Curro, Efraín et Rafael) furent matadors. Il a toujours souffert de la comparaison avec ses frères Curro et surtout César, considéré comme l’un des meilleurs matadors de son époque.

## Carrière
- Alternative : San Felipe (Venezuela, État de Yaracuy) le 18 mars 1978. Parrain, son frère Curro ; témoin, Luis de Aragua ; cinq taureaux de la ganadería de Tarapío et un de celle de los Hermanos Branger.